# Саргис Закарян
Саргис Закарян (арм. Սարգիս Զաքարյան), также известен как Саргис Мхаргрдзели (груз. სარგის მხარგრძელი) — грузинский генерал армяского происхождения, один из генералов царицы Тамары, основатель династии Мхаргрдзели-Закарянов.

## Биография
При царе Георгие III Багратиони Иванэ Орбели был назначен губернатором Ани в 1161 году, в то время как Саргис Закарян был его помощником. В 1165 году город захватили Шеддадиды, но в 1174 году Георгий освободил город на короткое время. В 1175 году южные провинции Грузии вновь захватили мусульмане. Летописи не дают точной информации, но из них можно понять, что город переходил из рук в руки. В 1177 году Саркис воспользовался шансом и встав на сторону царя выступил против восстания князя Демна (Деметре) и семьи Орбели, в чём не прогадал. Когда восстание было подавлено, Георгий III добил своих противников и дал семье Саркиса много привилегий. Саркису было дана в управление область Лори и дан чин амирспасалара, а также имения князей Самцхе. Он также дал должности своим сыновьям, Иванэ и Закарию, назначив их членами дарбази (государственного совета).